# 30 Dywizjon Artylerii Ciężkiej (1939)
30 dywizjon artylerii ciężkiej (30 dac) – pododdział artylerii ciężkiej Wojska Polskiego.
Dywizjon nie występował w pokojowej organizacji wojska. Jednostką mobilizującą był 9 pułk artylerii ciężkiej stacjonujący w garnizonie Włodawa. Razem z dywizjonem został sformowany pluton taborowy nr 30.

## 30 dac w kampanii wrześniowej

### Mobilizacja 30 dac i działania w czasie pokoju
23 marca 1939 roku w koszarach we Włodawie 9 pac rozpoczęto mobilizację alarmową 30 dywizjonu artylerii ciężkiej typu II w składzie dowództwa dywizjonu, kolumny amunicyjnej, 1 baterii armat kal. 105 mm i 2 baterii haubic kal. 155 mm, oraz 30 plutonu taborowego. Dowództwo dywizjonu objął mjr Aleksander Korsak. Według innych publikacji opisanych w/g nowych tabel mobilizacyjnych obowiązujących od czerwca 1939 roku, 30 dac miał być mobilizowany przez 30 pułk artylerii lekkiej w Brześciu nad Bugiem. 30 dywizjon artylerii ciężkiej został sformowany zgodnie z planem mobilizacyjnym „W”, w dniach 23–25 marca 1939 roku, w mobilizacji alarmowej, w grupie jednostek oznaczonych kolorem czerwonym. Pododdział miał osiągnąć gotowość mobilizacyjną w ciągu 52 godzin od zarządzenia mobilizacji (A+52).. Dywizjon był organiczną jednostką artylerii 30 Poleskiej Dywizji Piechoty, uzbrojoną w trzy 105 mm armaty wz. 1913 i trzy 155 mm haubice wz. 1917. Równocześnie, w garnizonie Brześć, formował się pokojowy 30 dywizjon artylerii ciężkiej.
W dniach 25–27 marca 1939 roku dyon został przetransportowany koleją ze stacji kolejowej Tomaszówka do stacji kolejowej Karsznice, w rejon operacyjny Armii „Łódź”, skąd przemaszerował do m. Lubiec. 25 sierpnia 30 dac przemieścił się przez Bełchatów, Kluki, Szczerców do Korablewa. Z tego miejsca dowódcy baterii i dywizjonu rozpoznawali przedpole. Następnie 30 i 31 sierpnia przemaszerował przez Rusiec, Jastrzębiec, Oborów, do Kiełczygłów, po odpoczynku 31 sierpnia pomaszerował Chorzele, Siemkowice do Ożegowa. Baterie zajęły kolonię Ożegów i wieś Dziadki.

### Działania bojowe

#### Walki nad Wartą
W kampanii wrześniowej dywizjon walczył w składzie macierzystej dywizji. Punkt obserwacyjny dywizjonu umieszczony był Górze Wiatrakowej 231,7 co dawało dobry wgląd w przedpole. 1 września o godz. 14.00 30 dac włączył się do walki powstrzymując oddziały niemieckiej 19 Dywizji Piechoty, które usiłowały sforsować Wartę w Raciszynie, Bisowcu i Zalesiakach i przełamać obronę 83 pułku piechoty. Nawała niemieckiej artylerii trafiła w stanowiska ogniowe 2 baterii haubic, powodując straty osobowe 2 poległych w jednym z działonów oraz panikę na jej stanowiskach. 2 września dywizjon w dalszym ciągu wspierał ogniem obronę 30 Dywizji Piechoty  i wzbraniał próby sforsowania Warty, ale po godz. 14.00 niemiecka artyleria wstrzeliwała się w stanowiska ogniowe i punkty obserwacyjne dywizjonu. O godz.17.00 dywizjon wraz z I/30 pal skutecznie powstrzymał natarcie dwóch niemieckich batalionów piechoty. Ostrzał niemieckiej artylerii spowodował straty w rannych i kontuzjowanych na posterunkach obserwacyjnych 1 baterii armat i dowódcy dywizjonu. Po godz. 22.00 30 dac wycofał się do Kluk w rejon głównej pozycji obrony 30 DP. 3 września dywizjon nie prowadził walk. Tego dnia 30 dac wszedł w skład zgrupowania artylerii ciężkiej dowódcy dywizjonu II/4 pac ppłk. Jana Szustera. 4 września, podczas przemarszu drogą Szczerców-Lubiec, 30 dac wspólnie z 30 pułkiem artylerii lekkiej niemal zupełnie rozbił niemiecką kolumnę piechoty. Jego 1 bateria wystrzelała w stronę wroga 150 pocisków. 5 września, w związku z walkami obronnymi 30 DP, dywizjon kładł kilkakrotnie ogień zaporowy na stanowiska wyjściowe niemieckiej piechoty. Około godz.18.00 dywizjon położył ognie zaporowe na niemiecką kolumnę piechoty usiłującą oskrzydlić obronę 30 DP od strony Rząsawy, zmuszając ją do wycofania się.     

#### Walki odwrotowe
Z uwagi na przerwanie frontu pod Piotrkowem, 30 dac wraz z macierzystą 30 DP o godz.23.00 rozpoczął odwrót przez Kluki, Parzno, Grębociny, Zelów, Zelówek, Bocianichę, Zabłoty, Kuźnicę, Mierzączkę Dużą do lasów pod Dłutowem, gdzie baterie zajęły o godz. 10.00 6 września stanowiska ogniowe. Po całodniowym postoju nocą 6/7 września dywizjon pomaszerował do rejonu Poddębin-Żuromin, gdzie wspólnie z II/4 pac resztą amunicji ostrzeliwał niemieckie oddziały i powstrzymywał natarcie niemieckiej piechoty. Wieczorem 7 września wysunięte patrole dywizjonu z lkm toczyły potyczki z niemieckimi patrolami. 7/8 września wraz z 30 DP wykonał marsz odwrotowy w rejon Brzezin, zajmując stanowiska w lesie na północ od Kołacina. Z uwagi na brak rozkazów do odwrotu, wobec odmarszu macierzystej dywizji w ramach zgrupowania ppłk. Szustera 30 dac odmaszerował nocą 8/9 września do lasów skierniewickich w rejonie miejscowości Bartnik. Nie odnajdując amunicji do dział, w tym rejonie, kolejnej nocy poprzez Zabudziska, Miedniewice, Wiskitki, Bieniewice dotarł do lasów na skraju Puszczy Kampinoskiej w pobliżu Leszna.     

#### Walki w rejonie Warszawy i w Warszawie
Następnie w poszukiwaniu amunicji poprzez Łubiec, Roztokę, Sowią Wolę dotarł 11 września do Kazunia Niemieckiego. Po przejściu mostu w Modlinie został skierowany do rejonu Jabłonny, gdzie zgrupował się w lesie koło Buchnika. Wszedł w skład Grupy gen. bryg. Zulaufa, broniącej linii rzeki Narwi od Dębego do Serocka. 1/30 dac została podporządkowana dowódcy 47 dywizjonu artylerii ciężkiej i weszła w skład grupy artylerii zgrupowania płk Sas-Horoszowskiego. 1 bateria armat 11 i 12 września z rejonu Nieporętu prowadziła ostrzał niemieckiej piechoty walczącej o sforsowanie Bugo-Narwi. 11 września ok. godz. 21.00 1 bateria otrzymała rozkaz odmaszerowania wraz z 30 dywizjonem do Warszawy. Od godz.4.30 14 września 30 dac wszedł w skład artylerii ogólnego działania pod dowództwem dowódcy AD 5 Dywizji Piechoty ppłk dypl. Jana Ciałowicza na odcinku "Warszawa-Wschód". 1 bateria armat zajęła s.o. w Ogrodzie Zoologicznym z kierunkiem ostrzału na Chomiczówkę i Buchnik, 2 bateria haubic zajęła s.o. w porcie Vistula. P.o. dywizjonu i 1 baterii był na wieży strażackiej przy ul. Jagiellońskiej, a 2 baterii na wieży kościoła św. Floriana. Baterie i cały dywizjon prowadziły ostrzał jednostek niemieckich-celów na żądanie własnej piechoty, własnej obserwacji oraz zlecanych przez dowództwo artylerii.    

## Obsada personalna 30 dac
| Organizacja wojenna i obsada personalna w 1939 | Organizacja wojenna i obsada personalna w 1939 |
| Dowództwo                                      | Dowództwo                                      |
| ---------------------------------------------- | ---------------------------------------------- |
| dowódca dywizjonu                              | mjr art. Aleksander Korsak                     |
| adiutant                                       | ppor. Władysław Okoń                           |
| oficer zwiadowczy                              | ppor. Paweł Barbarowicz                        |
| oficer ogniowy i obserwacyjny                  | ppor. Jan Wójcik                               |
| oficer łączności                               | plut. pchor. Stanisław Leszko                  |
| oficer łącznikowy                              | ppor. Władysław Tarpiłowski                    |
| oficer gospodarczy                             | ppor. Antoni Zagończyk                         |
| lekarz                                         | por. lek. Stanisław Sielicki                   |
| lekarz                                         | ppor. lek. Kazimierz Wyrzykowski               |
| lekarz weterynarii                             | por. wet. Henryk Otto Gębala                   |
| pisarz dywizjonu                               | bomb. Kazimierz Trzaska                        |
| 1 bateria armat                                |                                                |
| dowódca baterii                                | kpt. Tadeusz Jakubowski                        |
| oficer zwiadowczy                              | ppor. rez. Henryk Marian Karpowicz             |
| oficer ogniowy                                 | ppor. rez. Jan Wójcik                          |
| oficer łącznikowy                              | ppor. Antoni Pietraniec                        |
| dowódca plutonu                                | ppor. Władysław Łanowiecki                     |
| 2 bateria haubic                               |                                                |
| dowódca baterii                                | por. Bolesław Groń                             |
| oficer zwiadowczy                              | ppor. Henryk Lachowicz                         |
| oficer ogniowy                                 | ppor. rez. Jan Kołodziej                       |
| dowódca plutonu                                | ppor. Zygmunt Kołodziejak                      |
| szef baterii                                   | ogn. Szczepan Małyszczak                       |
| kolumna amunicyjna                             |                                                |
| dowódca kolumny                                | ppor. Franciszek Kruk                          |
| zastępca dowódcy kolumny                       | chor. Józef Szydłowski                         |
| pluton taborowy nr 30                          |                                                |
| dowódca plutonu                                | ppor. Kazimierz Podgajny                       |